# Caja España
Caja España (Caja España de Inversiones, Caja de Ahorros y Monte de Piedad) era una caixa d'estalvis castellanolleonesa. Caja Duero i Caja España s'han fusionat en Caja España-Duero.